# 北鳳丸 (5代)
北鳳丸（ほくほうまる）は、北海道教育庁が所有する漁業実習船。北海道小樽水産高等学校と北海道函館水産高等学校と北海道厚岸翔洋高等学校の実習に使用されている。本項目では、2001年に建造された5代目を取り扱う。

## 概要
先代の代船として楢崎造船(今の函館どつく)で建造され、2001年に竣工した。
本船はマグロ延縄漁の漁業実習、航海や機関の実習を行う。一般的な海洋観測や生物の調査の他に、特に浮魚類の資源調査、サンマ・スケトウダラ・イカ・サバなどの重要水産資源の調査も行う。マグロ漁の実習はハワイ近海で行う。サンマの調査は北部太平洋で行う。

## 特徴
若竹丸に続く大型の実習船であり、船内の学習機能の充実と生活環境の改善のコンセプトに、21世紀に即した当時としては最新鋭の実習船として建造された。

## 略歴
- 1936年（昭和11年）12月12日- 初代竣工 40総トン[13]
- 1957年（昭和32年）3月12日- 2代目竣 85.22総トン[13]
- 1975年（昭和50年）3月28日- 3代目竣工 436.34総トン[13]
- 1989年（平成元年）3月9日- 4代目竣工 386総トン[13]
- 2001年（平成13年）3月9日- 5代目竣工 666総トン[13]

## エピソード
- 長期実習航海の出発や帰港は地元の風物詩[11]。
- 約1か月半の長期実習航海で混獲したサメのフカヒレの水揚げは約10万円だった[14]。
- 長年の海上の気象を観測し通報した事を気象庁より表彰された[15]。
- 2015年に乗船していた男子生徒1人がハワイ沖で行方不明となった[6]。

## 画像

北海道教育委員会の練習船北鳳丸(5代目）の船橋
北海道教育委員会の練習船北鳳丸(5代目）を上方・斜め前から、
北海道教育委員会の練習船北鳳丸(5代目）を前から
北海道教育委員会の練習船北鳳丸(5代目）煙突マーク
北海道教育委員会の練習船北鳳丸(5代目）前から、夜
北海道教育委員会の練習船北鳳丸(5代目）斜め前上方から、夜
北海道教育委員会の練習船北鳳丸(5代目）横浜港新港ふ頭にて
北海道教育委員会の練習船北鳳丸(5代目）後方から
北海道教育委員会の練習船北鳳丸(5代目）真横から